# デビッド・リード (アメリカンフットボール)
デビッド・リード（David Reed 1987年3月22日- ）はアイオワ州ダビューク出身の元アメリカンフットボール選手。現役時代のポジションはワイドレシーバー。

## 経歴

### プロ入りまで
コネチカット州ニューブリテンで育った。高校時代はアメリカンフットボールの他にバスケットボールを行った。高校卒業後、パサデナシティカレッジに進学、2007年に10試合に出場し、全米の短大記録となる111回のキャッチで1,661ヤード（1試合あたり166.1ヤード）を獲得、13TDをあげた。
Rivals.comに3つ星に評価された彼は、ユタ大学、アイオワ大学、カンザス州立大学からのオファーを受け、ユタ大学へ進学した。
ユタ大学に加入した1年目、13試合に出場し、25回のレシーブで427ヤード（平均17.1ヤード）を獲得、6TDをあげた。彼はリターナーとして、マウンテン・ウェスタン・カンファレンスのオールチームに選ばれた。2008年にはチームのシーズン13連勝に貢献し、アラバマ大学とのシュガーボウルでも、2回のキャッチで58ヤード、1TD、28-17での勝利に貢献した。2009年には、81回のレシーブで1,188ヤードとそれぞれのカテゴリで大学記録を打ち立てた。1試合あたりのレシーブ獲得ヤードは、91.4ヤードと、カンファレンストップ、全米でも15位の数字となった。

### ボルチモア・レイブンズ
2010年のNFLドラフト5巡でボルチモア・レイブンズに指名されて入団した。この年の12月13日に行われたヒューストン・テキサンズ戦で103ヤードのキックオフリターンTDをあげた。これはそれまでのチーム記録であるパトリック・ジョンソンの97ヤードを更新した。その試合でチーム歴代2位の合計233ヤードをリターンし、その週のAFC最優秀選手スペシャルチーム部門に選ばれた。
2011年、NFLの薬物規定違反で、開幕戦の出場停止になった。これは2010年にマリファナの不法所持で警察に逮捕されたことによる。第10週のシアトル・シーホークス戦では、キックオフリターンで2度ファンブルし、1回は味方が抑えたが、もう1回はファンブルロスとなった。
2012年、プレーオフに向けて主力選手が何人か休んだ第17週のシンシナティ・ベンガルズ戦で5回のレシーブをマークした。この年、レイブンズはスーパーボウル優勝を果たした。
2013年8月21日、インディアナポリス・コルツのRBデロン・カーターとトレードされた。11月10日のセントルイス・ラムズ戦で、マット・ハッセルベックから移籍後初のパスをレシーブした。11月26日、コルツからウェイバーされた。
2014年1月14日、サンフランシスコ・フォーティナイナーズとフューチャー契約を結んだが、8月25日にウェイバーされた。

## 人物
弟のジョーダン・リードもNFL選手となっている。